# Рояу Дегаж
Рояу Дегаж (фр. Roihau Degage, нар. 12 грудня 1988) — таїтянський футболіст, нападник клубу «Тефана» та національної збірної Таїті.

## Клубна кар'єра
Рояу Дегаж розпочав виступи на футбольних полях у 2010 році в складі таїтянського клубу «Тефана». У цьому клубі він продовжує грати протягом усієї своєї кар'єри футболіста. У сезонах 2010—2011, 2014—2015 та 2015—2016 років ставав у складі команди чемпіоном Таїті

## Кар'єра у збірній
У 2012 році Рояу Дегаж дебютував у складі національної збірної Таїті. У складі збірної був учасником кубка націй ОФК 2012 року, на якому збірна Таїті вперше в історії здобула титул переможця турніру. У 2012 році у складі збірної він також брав участю у Кубку Утремер, який розігрувався серед збірних заморських територій Франції, після чого до складу збірної не залучався. У складі збірної Рояу Дегаж зіграв 6 матчів, у яких відзначився 2 забитими м'ячами.

## Досягнення
- Володар Кубка націй ОФК: 2012